# نوکیا، فنلاند
نوکیا (به فنلاندی: Nokia) نام یکی از شهرهای استان پیرکانما در کشور فنلاند است. این شهر در ۱۵ کیلومتری غرب تامپره واقع شده است.
جمعیت نوکیا حدود ۳۲۰۰۰ نفر است.

## جستارهای ویژه
- فهرست شهرهای فنلاند